# Macoy Erkamps
Macoy Erkamps (* 2. Februar 1995 in Delta, British Columbia) ist ein kanadischer Eishockeyspieler, der seit dem Juli 2025 bei den Iserlohn Roosters aus der Deutschen Eishockey Liga (DEL) unter Vertrag steht. Zuvor war der Verteidiger unter anderem für verschiedene Mannschaften in der American Hockey League (AHL) aktiv.

## Karriere
Mit dem Eishockeyspielen begann Macoy Erkamps im Alter von fünf Jahren in seiner Heimat im Großraum Vancouver. Die Lethbridge Hurricanes sicherten sich im Draft der Western Hockey League (WHL) im Jahr 2010 die Rechte an ihm. In der Saison 2011/12 debütierte er im Alter von 16 Jahren für die Mannschaft. Zum Jahreswechsel wurde er für die World U-17 Hockey Challenge 2012 nominiert, die er mit dem kanadischen Pazifik-Team als Fünfter beendete. Bereits im Februar 2011 hatte er mit einer Auswahl seiner Provinz British Columbia bei den Canada Games die Goldmedaille gewonnen.
Im Anschluss an die Spielzeit 2012/13 nahm Erkamps an einem Trainingscamp der Ottawa Senators aus der National Hockey League (NHL) teil, wurde im NHL Entry Draft aber nie ausgewählt. Stattdessen blieb er fünf Jahre lang in der WHL, nach drei Spielzeiten mit den Hurricanes spielte der Verteidiger ab 2014 für die Brandon Wheat Kings. In der Saison 2015/16 führte er die Mannschaft als Kapitän an und gewann mit ihr den Ed Chynoweth Cup. Mit 13 Toren und 58 Vorlagen, den meistens Assists aller Verteidiger in der Liga, trug er zu diesem Erfolg bei. Beim Memorial Cup 2016, dem Turnier der kanadischen Juniorenmeister, blieb das Team anschließend aber sieglos.
Im Frühjahr 2016 unterzeichnete Erkamps einen Einstiegsvertrag bei den Ottawa Senators. In der Saison 2016/17 wurde er hauptsächlich in deren Farmteam, den Wichita Thunder in der ECHL, eingesetzt. Das Folgejahr 2017/18 verbrachte er dann größtenteils bei den Belleville Senators in der klassenhöheren American Hockey League (AHL). Nachdem er die Saison 2018/19 dann wieder in der ECHL, dieses Mal bei Brampton Beast, begonnen hatte, gaben ihn die Senators im Dezember 2018 gemeinsam mit Ben Sexton im Austausch mit Stefan Elliott und Tobias Lindberg an die Pittsburgh Penguins ab. In deren Organisation etablierte sich der Rechtsschütze bei den Wilkes-Barre/Scranton Penguins in der AHL. Zur Saison 2020/21 wurde er vom Ligakonkurrenten Hershey Bears verpflichtet, spielte aber häufiger für das ECHL-Partnerteam South Carolina Stingrays, mit denen er bis ins Finale um dem Kelly Cup einzog. Auch in der Spielzeit 2021/22 war er für beide Mannschaften im Einsatz.
Ab 2022 setzte Erkamps seine Karriere in Europa fort. Erste Station war der HK Nitra in der slowakischen Extraliga. Nach 21 Spielen verließ er die Mannschaft, die später den IIHF Continental Cup gewann und Slowakischer Meister wurde, wieder und wechselte zum Västerviks IK (VIK) in die HockeyAllsvenskan. Mit dem Team stieg er am Ende der Saison 2022/23 sportlich ab. Nachdem der VIK wegen der Insolvenz eines Konkurrenten doch in der Liga bleiben konnte, verlängerte er seinen Vertrag. Doch auch in der Spielzeit 2023/24 verlor die Mannschaft die Playout-Serie und stieg ab. Der Verteidiger wechselte daraufhin zum AIK Solna, mit dem er in der Saison 2024/25 das Playoff-Finale der Allsvenskan erreichte, dort aber gegen Djurgården Hockey unterlag.
Im Juli 2025 gaben die Iserlohn Roosters aus der Deutschen Eishockey Liga (DEL) bekannt, Erkamps für die Saison 2025/26 verpflichtet zu haben.

## Erfolge und Auszeichnungen
- 2011 Goldmedaille bei den Canada Games mit British Columbia
- 2016 Ed-Chynoweth-Cup-Gewinn mit den Brandon Wheat Kings
- 2023 Slowakischer Meister mit dem HK Nitra
- 2023 IIHF-Continental-Cup-Gewinn mit dem HK Nitra

## Karrierestatistik
Stand: Ende der Saison 2024/25

### International
Vertrat Kanada bei:
- World U-17 Hockey Challenge 2012

(Legende zur Spielerstatistik: Sp oder GP = absolvierte Spiele; T oder G = erzielte Tore; V oder A = erzielte Assists; Pkt oder Pts = erzielte Scorerpunkte; SM oder PIM = erhaltene Strafminuten; +/− = Plus/Minus-Bilanz; PP = erzielte Überzahltore; SH = erzielte Unterzahltore; GW = erzielte Siegtore; 1 Play-downs/Relegation; Kursiv: Statistik nicht vollständig)